# Jamathi
Jamathi fue una empresa neerlandesa que producía su propia línea de motocicletas y que participaba en el Campeonato del Mundo de Motociclismo de la cilindrada de 50cc desde 1967 hasta 1974. La empresa fue fundada por Jan Thiel y Martin Mijwaart y el nombre deriva de los acrónimos de los mismos fundadores: "JA" de Jan, "MA" de Martin y "THI" de Thiel.

## Historia
Las bases de Jamathi se establecieron en 1962, cuando dos amigos (Jan Thiel y Martin Mijwaart) comenzaron a construir sus motocicletas en Nederhorst den Berg ensamblando piezas Royal Nord, Kreidler, Adler y NSU. En pocos años, gracias al acuerdo con Morini para el suministro de los motores, lograron construir una motocicleta capaz de competir con las marcas más conocidas. En su debut en el Gran Premio de los Países Bajos de 1967, colocaron dos motos en el sexto lugar con Paul Lodewijkx y el séptimo lugar conducida por Mijwaart, respectivamente.
En año siguiente, Jamathi, nuevamente con Lodewijkx, logra la victoria en el Gran Premio de los Países Bajos y en la clasificación general termina en segundo lugar. En 1969 consigue tres victorias seguidas (Checoslovaquia, Italia y Yugoslavia) y su piloto Paul Lodewijkx acaba quinto en la general.
En 1970, el equipo ficha a Aalt Toersen y este gana tres grandes premios, el de Bélgica, Alemania Oriental y Checoslovaquia, y consigue el subcampeonato de la general por detrás de Ángel Nieto. Al año siguiente, Toersen no lució como el anterior temporada y ni obtiene ninguna victoria y tan solo alcanza la sexta posición en la clasificación general.
Los siguientes dos años, con Theo Timmer como piloto de referencia, logra el tercer lugar en la clasificación de pilotos de 1972 y 1973, ganando los Grandes Premios de Alemania Oriental de 1972 y GP de Alemania de 1973. El 1974 es el último año en que Jamathi participa en el Mundial, ya que justo después la empresa se vio obligada a cerrar debido a dificultades financieras.